# Zhen Ji
 (décembre 2014).
 (décembre 2014).
Si vous disposez d'ouvrages ou d'articles de référence ou si vous connaissez des sites web de qualité traitant du thème abordé ici, merci de compléter l'article en donnant les références utiles à sa vérifiabilité et en les liant à la section « Notes et références ».
Zhen Ji ou Zhen Luo (182/183–221) était la fille de Zhen Yi. 
Elle fut l'épouse de Yuan Xi, deuxième fils de Yuan Shao, avant de devenir la première femme de Cao Pi et l'Impératrice du Wei. Son fils, Cao Rui, devint Empereur à la mort de son père. 
Il existe deux versions de la rencontre de Cao Pi, son second époux avec Zhen Ji :

## Première version
Cao Pi entra dans le château de Yuan Shao, après la bataille de Guandu, pour satisfaire sa soif de tuer. Puis il alla dans une chambre dans laquelle se trouvaient deux femmes, une enceinte qui pleurait (Zhen Ji) et l'autre qui la consolait (Lady Liu, la femme de Yuan Shao). Cao Pi se dirigea alors vers elles et brandit son épée. Pourtant, il s'arrêta net et eut une illumination lui révélant que l'une des deux femmes allait donner la vie. À ce moment, il dit à Zhen Ji qu'il la protégera, et dès qu'il vit sa beauté, il lui demanda de l'épouser. 
Zhen Ji fut surprise et terrorisée mais accepta. En montrant sa nouvelle femme à Cao Cao, ce dernier en fut presque jaloux mais accepta le mariage de son fils.

## Deuxième version
Zhen Ji observait la bataille de Guandu, opposant son beau-père à Cao Cao, depuis le camp de base des Yuan. Son tempérament guerrier la poussa à s'approcher du dépôt de Wuchao, où elle espérait être en sécurité, tout en étant presque au cœur de la bataille. Cependant, elle fut accueillie par l'officier Chunyu Qiong, qui, complètement ivre, tenta de la violer. Outragée par cet acte, Zhen Ji décida de regagner le camp principal. Malheureusement, ou plutôt heureusement, Wuchao fut attaquée par les troupes de Cao Cao. Séparée de ses dames de compagnie, l'épouse de Yuan Xi courut hors du dépôt et tomba nez à nez avec Cao Pi. Celui-ci tomba amoureux d'elle immédiatement et la ramena jusqu'au château de Guandu, où il la présenta à son père. On dit que Cao Cao lui-même fut impressionné par la beauté de Zhen Ji et approuva le mariage de son fils. Bien que d'abord terrorisée par son ravisseur, celle-ci finit par l'apprécier et accepta sa demande en mariage, d'autant plus encouragée par la nouvelle de la mort de Yuan Xi.

## Biographie
Zhen Ji occupait une place clé dans l'organisation sociale et politique du Wei, encourageant la liberté des femmes et du peuple. Lorsque son époux accéda au titre d'Empereur, elle fut naturellement nommée Impératrice. 
Elle donna à Cao Pi un fils, Cao Rui, qui, dit-on, aimait sa mère comme sa propre épouse, et une fille, la princesse Dong. Zhen Ji continua d'occuper une place importante sur le plan politique, jusqu'à ce que Cao Pi choisisse une seconde femme, Guo Nuwang. Zhen Ji, toujours amoureuse de Cao Pi, demanda à ce dernier de quitter sa seconde épouse. Cao Pi n'en fit rien, alors Zhen Ji se jeta dans la rivière de Luo et mourut. 
Le jeune frère de Cao Pi, Cao Zhi, écrivit un poème sur elle intitulé la Nymphe de la rivière Luo car il était amoureux d'elle (d'ailleurs ils s'étaient retrouvés à plusieurs reprises en rêve imaginé par Cao Zhi).